# Stenochironomus woodi
Stenochironomus woodi är en tvåvingeart som beskrevs av Art Borkent 1984. Stenochironomus woodi ingår i släktet Stenochironomus och familjen fjädermyggor. Inga underarter finns listade i Catalogue of Life.